# Новозизевка
Новозизевка — село в Дергачёвском районе Саратовской области в составе сельского поселения Октябрьское муниципальное образование.

## География
Находится на расстоянии примерно 51 километр по прямой на юго-восток от районного центра поселка Дергачи.

## История
Официальная дата основания 1932 год.

## Население
Постоянное население составляло 4 человека в 2002 году (казахи 100%) , 6 в 2010.